# 시즈오카 아사히 TV
시즈오카 아사히 TV(Shizuoka Asahi TV)는 1978년 7월 1일 시즈오카현의 3번째 민영방송국으로 개국했으며 약칭은 SATV, 콜사인은 JOSI-DTV이다.

## 연혁
- 1976년 11월 19일 시즈오카 현민방송주식회사 설립
- 1978년 4월 21일 시험 전파 발사
- 1978년 6월 15일 서비스 방송 개시
- 1978년 7월 1일 애칭시즈오카 현민TV(약칭:SKT - 静岡けんみんテレビ 시즈오카 켄민 테레비[*])로서 아날로그 방송 본방송 개시 (당시는 TV아사히·니혼TV 크로스 네트워크 방송국으로서 ANN와 NNN에 가맹하고 있었으며 이 해에 한정해 자선방송 24시간TV에 참가.)
- 1979년 7월 1일 시즈오카 제일 TV개국에 의해 NNS/NNN에서 이탈하면서 ANN완전가맹국이 된다.
- 1990년　음성다중방송을 개시(시즈오카현에서는 가장 늦게 시작했다.).
- 1993년 10월 1일 회사명을 주식회사시즈오카 아사히 TV(SATV)로 변경
- 2005년 3월 방송구역내 시청자용으로 국의 애칭을 「아사히TV」로 변경..[1]
- 2005년 3월 25일　지상 디지털 텔레비전 방송 시험 전파를 처음으로 발사.
- 2005년 9월 12일　디지털 방송의 서비스 방송을 개시.
- 2005년 11월 1일　TV 시즈오카(SUT), 시즈오카제일TV(SDT)와 동시에 디지털 텔레비전 방송 본방송을 개시.
- 2006년 4월 1일　원세그의 본방송을 개시
- 2011년 7월 24일 지상파 아날로그 텔레비전 본방송 종료. 이에 따라 지상파 디지털 본방송 전환.

## 네트워크의 변천과 완전가맹국화까지의 과정
- 1966년 이후 아사히 신문은 일본에 아사히계열 텔레비전 네트워크를 구축하기 위하여, 일본 각지의 UHF방송국 개국 신청을 실시해, 많은 지방에서 크로스 네트워크 형태로 아사히계열 텔레비전 방송국이 개국했다. 그렇지만 1970년 전후에 많은 방송국이 개국 했음에도 불구하고 시즈오카 현에서 아사히계열 방송국 개국은 이루어지지 않았고, 이로 인해 아사히 신문·TV아사히 진영과 요미우리 신문·니혼TV 진영은 시즈오카현에서 1975년이후의 신국 개설 신청을 위해 만반의 준비를 하기 시작했다.
아사히는 주니치 신문이나 하마마츠 재계등을 아군으로 삼아 하마마쓰시에 본사를 두는 신국의 개국을 목표로 했으며 요미우리 진영은 현지의 시즈오카 신문이나 시즈오카현어협, 임업 단체등을 아군으로 삼아 시즈오카시에 본사를 두는 신국 개국을 목표로 했다.
그러나 양자간의 추잡한 싸움이 계속되어, 결국에는 시즈오카현 지사나 현의회까지 개입 하게 되어 결과적으로 아사히 진영이 시즈오카에 본사를 두고 요미우리 진영이 이에 협력하는 형태로 시즈오카 현민방송이 크로스 네트워크 형태로 개국되었다.
그러나, 시즈오카 현민 방송(현 시즈오카 아사히 TV) 개국 1년후에 신설된 4번째 방송국(시즈오카 제일 TV)이 니혼TV 계열국이 되었기 때문에 1년 만에 크로스 네트워크 관계가 종료되었다.
  - 이 사건을 계기로 우선 양자본간의 합자형태로 방송국을 개국시킨 뒤 그 방송국의 경영이 안정되면 한쪽자본이 별도로 신국을 개국시키는 방법이 이후 개국한 나가노현의 TV 신슈(TSB.현재는 니혼TV 완전가맹국)을 시작으로 아사히·요미우리 양그룹간에 많이 행해지게 되었고 이 영업방식은 「시즈오카 방식」(이)라고도 불리게 되었다.
- 덧붙여 시즈오카의 3번째 민영방송국 개국에 대해서, 중앙의 의향도 있어서 결국 시즈오카시에 본사가 놓이게 되자 하마마쓰시를 시작으로 한 시즈오카현 서부 지방에서는 그에 대한 감정[2]이 당분간 남았기 때문에 시즈오카 현민방송은 시즈오카현 서부에서 영업활동에 꽤나 고생했다고 한다.이와 마찬가지로 1년 후에 개국한 시즈오카 제일 TV도 역시 시즈오카 현민방송 개국에 따른 앙금으로 인해 초기에는 서부 지방에서 영업활동에 고생했다고 한다.

## 특징
- 시즈오카 제일 TV 개국 이전 1년동안 니혼TV 프로그램을 방송했다.[3]
- 원래 정식명칭은 시즈오카 현민TV, 약칭은 SKT였으며 1993년 10월 1일 현재의 회사명과 약칭으로 변경했고 2005년 3월 애칭을 아사히 TV로 바꾸었다.

## 시즈오카현에 있는 다른 텔레비전·라디오 방송국
- NHK 시즈오카 방송국
- 시즈오카 제일 TV(SDT)(니혼 TV 계열)
- 시즈오카 방송(SBS)(TV는 도쿄 방송 계열, 라디오는 JRN&NRN계열)
- TV 시즈오카(SUT)(후지 TV 계열)
- 시즈오카 FM방송(JFN 계열)